# Hirekolachi, Hadagalli
Hirekolachi là một làng thuộc tehsil Hadagalli, huyện Bellary, bang Karnataka, Ấn Độ.